# Naas Botha
Hendrik Egnatius 'Naas' Botha (27. února 1958, Breyten) je bývalý jihoafrický ragbista, který hrál jako útoková spojka. V roce 2015 byl jmenován do Světové ragbyové síně slávy.
Za Jihoafrickou republiku odehrál 28 zápasů (všechny v základní sestavě) a připsal si 312 bodů (1980 – 1992). Kvůli apartheidu se nemohl se svou zemí zúčastnit MS 1987 a MS 1991. Na klubové úrovni se stal devětkrát vítězem jihoafrické ligy s klubem Northern Transvaal (1977 – 1981, 1987 – 1989, 1991) a dvakrát vyhrál italskou ligu s týmem Rugby Rovigo (1988, 1990).
V roce 2002 byl trenérem jihoafrické reprezentace do 21 let, která zvítězila na juniorské MS. V roce 2019 se stal trenérem indické mužské i ženské ragbyové reprezentace. V roce 2023 byl jmenován jako ragbyový ředitel střední školy Eldoraigne. Také je ragbyovým komentátorem. Má za ženu bývalou skokanku do dálky Karen Krugerovou, s kterou má tři dcery. Z předešlého vztahu má jednoho syna.

## Klubová kariéra
- 1977 — 1995 Northern Transvaal
- 1987 – 1993 Rugby Rovigo